# Sozialversicherungsfachangestellter
Der Beruf Sozialversicherungsfachangestellter (SoFa) ist ein in Deutschland nach dem Berufsbildungsgesetz staatlich anerkannter Ausbildungsberuf des öffentlich-rechtlichen Ausbildungsbereichs „gesetzliche Sozialversicherung“. Angehörige dieser Berufsgruppe sind Angestellte des öffentlichen Dienstes, die Verwaltungstätigkeiten (z. B. Feststellung von Versicherungsverhältnissen, Beitragseinzug, Gewährung von Leistungen) verrichten. 

## Ausbildung
Die reguläre Ausbildungsdauer beträgt 36 Monate mit den üblichen, im Berufsbildungsgesetz geregelten Möglichkeiten der Verkürzung.
Die Arbeitgeber, in diesem Falle die Träger der deutschen gesetzlichen Sozialversicherung und Einrichtungen des öffentlichen Dienstes, setzen für die Ausbildung mindestens eine gute Mittlere Reife voraus. Die Mehrheit der Auszubildenden hat jedoch Abitur. Es wird in der Regel Wert auf gute Noten in Fächern wie z. B. Betriebswirtschaftslehre/Rechnungswesen (Zweigfach an Realschulen einiger Bundesländer in Deutschland), Wirtschaft, Sozialkunde und Deutsch sowie auf eine gute Allgemeinbildung gelegt.
Im Jahr 2022 wurden in Deutschland 2.355 neue Ausbildungsverträge abgeschlossen. Auf der Rangliste der Ausbildungsberufe nach Neuabschlüssen in Deutschland steht der Ausbildungsberuf damit auf Rang 45.
Rechtsgrundlage für die Ausbildung ist die Verordnung über die Berufsausbildung zum Sozialversicherungsfachangestellten / zur Sozialversicherungsfachangestellten vom 18. Dezember 1996.
Wesentlicher Bestandteil der Ausbildung ist der Umgang mit dem Deutschen Sozialrecht und dessen Anwendung in der Praxis, insbesondere mit dem Sozialgesetzbuch. Auch Kenntnisse des Verwaltungsverfahrensrecht und des Bürgerlichen Rechts, des Arbeitsrecht und Einkommensteuerrecht gehören zum Beruf, ebenso wie Grundlagen der Volks- und Betriebswirtschaft, sowie der Verwaltungsvollstreckung und der Sozialgerichtsbarkeit.
Die Ausbildung wird hauptsächlich in Berufsschulen, Berufsfachschulen des öffentlichen Dienstes, Bildungseinrichtungen der jeweiligen Versicherungsträger bzw. Verbände und im Ausbildungsbetrieb selbst durchgeführt. Die Ausbildung dauert 3 Jahre.

## Fachrichtungen
Der Beruf des Sozialversicherungsfachangestellten gehört zu den Bürofachkräften, wobei zahlreiche Angestellte dieser Berufsgruppe auch im Außendienst (Privat- und Firmenkunden) beschäftigt sind. Es gibt keinen Monoberuf, es muss – mit Ausnahme der landwirtschaftlichen Sozialversicherung – eine Fachrichtung gewählt werden:
- Allgemeine Krankenversicherung
- Gesetzliche Unfallversicherung
- Gesetzliche Rentenversicherung
- Knappschaftliche Sozialversicherung
- Landwirtschaftliche Sozialversicherung

Die Ausbildung zum Sozialversicherungsfachangestellten ist die Grundqualifikation für Angestellte bei den Sozialversicherungsträgern.

## Spezialisierung und Weiterbildung
Nach der Ausbildung können sich Sozialversicherungsfachangestellte spezialisieren zum:
- Kundenberater im Innendienst
- Kundenberater im Außendienst
- Kundenberater in der Akquise
- Sachbearbeiter Firmenkunden
- Sachbearbeiter Privatkunden
- Krankengeldfallmanager

Des Weiteren bieten die Sozialversicherungsträger Weiterbildungsmaßnahmen für Mitarbeiter, die über einen Mittleren Bildungsabschluss verfügen, an:
- Krankenkassenfachwirt
- Krankenkassenbetriebswirt
- Verwaltungsfachwirt (Öffentlicher Dienst)
- Versicherungsfachwirt
- Fachwirt Sozial- und Gesundheitswesen
- Fachkaufmann für Büromanagement

Nach Abschluss der Ausbildung können auch verschiedene Studiengänge an Hochschulen in Betracht gezogen werden, um die Karriere weiterzuentwickeln. Zugangsvoraussetzung ist ein Abitur oder Fachabitur. Für Studiumsinteressierte ohne Abitur gibt es bundeslandspezifisch unterschiedliche  Regelungen für die Zugangsbedingungen. Passende Optionen sind Studiengänge im Bereich Sozialversicherung, Wirtschaftswissenschaften, Versicherungswirtschaft oder Informatik.
Beispiele für Bachelor-Studiengänge:
- Public Management
- Gesundheitsmanagement
- Sozialversicherung
- Sozialverwaltung
- Sozialversicherungsrecht
- Digital Health Management
- Gesundheitsdaten und Digitalisierung

Aufbauend auf den Bachelor-Abschluss sind zum Beispiel folgende fachspezifische Masterstudiengänge möglich:
- Master of Public Management Sozialversicherung an der Hochschule der Deutschen Gesetzlichen Unfallversicherung[4]
- Social Protection (M.Sc.) an der Hochschule Bonn-Rhein-Sieg[5]
- Sozialrecht und Sozialwirtschaft (LL.M.) an der Universität Kassel[6]

## Beschäftigung
Sozialversicherungsfachangestellte können auch außerhalb von Krankenkassen und Gesundheitsunternehmen des öffentlichen Dienstes arbeiten. So z. B. als Mitarbeiter in der Lohnbuchhaltung in größeren Firmen in allen Belangen, Fragen und Abwicklungen des Sozialversicherungsrechts oder als Mitarbeiter in der Steuerberatung und in Privatversicherungen. Durch ihre Erfahrungen in Marketing und Akquise sind sie auch in Betrieben der freien Wirtschaft als Vertriebsmitarbeiter im Innen- und Außendienst angesehen oder als Verwaltungsfachangestellte im öffentlichen Dienst bzw. in Gemeinden, Städten und Rathäusern. Genauso können sie den Platz normaler Bürokaufleute in der Sachbearbeitung, Gehaltsabrechnung und Lohnbuchhaltung einnehmen.
Ein Sozialversicherungsfachangestellter wird nach dem aktuellen Tarifvertrag des öffentlichen Dienstes zum Beispiel bei der Deutschen Rentenversicherung Rheinland in der Regel in die Entgeltgruppe 9a (ehemals BAT 5 c) eingestuft. Seit der Gültigkeit des neuen Tarifvertrages ist eine Höhergruppierung durch Bewährungsaufstieg nach BAT 5 b (entspricht Entgeltgruppe 9) nicht mehr möglich. Durch die Annahme von Weiterbildungsmöglichkeiten wie z. B. dem internen Studium „Krankenkassenbetriebswirt“ kann das Einkommen sich erhöhen.